# Konsulardiptykon
I senantikken var en konsulardiptykon (på dansk måske også konsular-diptykon eller konsular diptykon) en særlig form for diptykon – to sammenkoblede paneler normalt lavet af elfenben, træ eller metal og udsmykket med udskåret dekoration – der kunne fungere som en lille skriveplade (en. 'a writing tablet'), men havde også til formål et være en slags luksuriøs påmindelse om giveren, en consul ordinarius. De blev uddelt som gave til dem der havde støttet hans kandidatur og markerede hans tiltrædelse til posten.

## Eksempler kronologisk
- Diptykon af Anicius Petronius Probus, konsul 406 (ældste overleverede eksemplar)
- Diptykon af Felix, konsul 428
- Diptykon af Manlius Boethius, konsul 487
- Diptykon af Rufius Achilius Sividius, konsul 488
- Diptykon af Areobindus Dagalaiphus Areobindus, konsul 506
- Diptykon af Areobindus, konsul 506
- Diptykon af Anastasius, konsul 517
- Diptykon af Anastasius, konsul 517
- Diptykon af Justinian, konsul 521 (under onklen  Justins styre)
- Diptykon af Justinian, konsul 521
- Diptykon af Theodore Philoxenus, konsul 525
- Diptykon af Theodore Philoxenus, konsul 525
- Diptykon af Justin, konsul 540 (sidste overleverede eksemplar)